# Temporada 1955 de la NFL
La Temporada 1955 de la NFL fue la 36.ª en la historia de la NFL. NBC pagó $ 100.000 para reemplazar a
DuMont como la cadena de televisión nacional para el juego de campeonato de la NFL.
La temporada finalizó cuando los Cleveland Browns vencieron a Los Angeles Rams 38-17 por el juego de campeonato de la NFL.

## Principales cambios en las reglas
- La bola queda inmediatamente muerta cuando el portador de la misma toca el suelo con cualquier parte de su cuerpo excepto las manos o los pies, mientras que esté en las garras de un oponente.
- Una nueva excepción se hace en lo que respecta a anotar un safety: Cuando un defensor intercepta un pase, y su impulso al interceptar le lleva dentro de su propia zona de anotación, y él jugador se detuvo antes de devolver la pelota en el campo de juego, entonces , la pelota estará a continuación, en el punto de juego de la intercepción.

## Carrera de Conferencia
Los campeones defensores, los Browns, perdieron su primer partido, en casa, frente a los Redskins 27-17, pero una racha de seis partidos los puso de nuevo al frente para ganar la carrera en el Este. En el Oeste estaba varios equipos tuvieron que compartir la delantera. En la semana ocho, los Bears vencieron a Rams 24-3, lo cual les dio una marca de 5-3, la semana siguiente (noviembre 20), los Bears tomaron la ventaja con una victoria 24-14 en Detroit, mientras que los Rams empataron 17-17 en Baltimore. Como había ocurrido muchas veces antes en la batalla anual de Chicago, los Bears fueron derrotados por los Cardinals en la Semana Diez (27 de noviembre), 53-14; los Rams ganaban a duras penas 23-21 en Filadelfia con el gol de campo de Les Richter, con 0:07 por jugarse. En la Semana Once (4 de diciembre), los Rams ganaron 20-14 sobre Baltimore, y los Bears mantuvieron vivas sus esperanzas con una victoria difícil sobre los Lions 21-20. En el último juego, el Halfback de 28 años de los Lions Doak Walker perdió un punto extra, perdió un balón al final del partido en el Detroit , y un intento de gol de campo de 35 yardas en los segundos finales. Los Bears ganaron su último partido (11 de diciembre), 17-10 sobre Filadelfia, para terminar 8-4, a la espera del resultado de que los Rams (7-3-1) perderían su juego en Los Ángeles en contra de Green Bay. Los Rams no perdieron, consiguiendo una marca de 8-3-1 en el partido por el título, con una victoria por 31-17.
| Semana | Oeste                   | Marca | Este                             | Marca |
| ------ | ----------------------- | ----- | -------------------------------- | ----- |
| 1      | 3 equipos (Bal, GB, LA) | 1–0–0 | 3 equipos (Phi, Pit, Was)        | 1–0–0 |
| 2      | 3 equipos (Bal, GB, LA) | 2–0–0 | Washington Redskins              | 2–0–0 |
| 3      | Empate (Bal, LA)        | 3–0–0 | 4 equipos (Cards, Cle, Pit, Was) | 2–1–0 |
| 4      | 3 equipos (Bal, GB, LA) | 3–1–0 | Empate (Cle, Pit)                | 3–1–0 |
| 5      | Los Angeles Rams        | 4–1–0 | Empate (Cle, Pit)                | 4–1–0 |
| 6      | Empate (Bal, LA)        | 4–2–0 | Cleveland Browns                 | 5–1–0 |
| 7      | Los Angeles Rams        | 5–2–0 | Cleveland Browns                 | 6–1–0 |
| 8      | Empate (Bears, LA)      | 5–3–0 | Cleveland Browns                 | 6–2–0 |
| 9      | Chicago Bears           | 6–3–0 | Cleveland Browns                 | 7–2–0 |
| 10     | Los Angeles Rams        | 6–3–1 | Cleveland Browns                 | 7–2–1 |
| 11     | Los Angeles Rams        | 7–3–1 | Cleveland Browns                 | 8–2–1 |
| 12     | Los Angeles Rams        | 8–3–1 | Cleveland Browns                 | 9–2–1 |

## Temporada regular
V = Victorias, D = Derrotas, E = Empates, CTE = Cociente de victorias, PF= Puntos a favor, PC = Puntos en contra
Nota: Los juegos empatados no fueron contabilizados de manera oficial en las posiciones hasta 1972
| Cleveland Browns    | 9 | 2 | 1 | .818 | 349 | 218 |
| Washington Redskins | 8 | 4 | 0 | .667 | 246 | 222 |
| New York Giants     | 6 | 5 | 1 | .545 | 267 | 223 |
| Chicago Cardinals   | 4 | 7 | 1 | .364 | 224 | 252 |
| Philadelphia Eagles | 4 | 7 | 1 | .364 | 248 | 231 |
| Pittsburgh Steelers | 4 | 8 | 0 | .333 | 195 | 285 |

| Los Angeles Rams    | 8 | 3 | 1 | .727 | 260 | 231 |
| Chicago Bears       | 8 | 4 | 0 | .667 | 294 | 251 |
| Green Bay Packers   | 6 | 6 | 0 | .500 | 258 | 276 |
| Baltimore Colts     | 5 | 6 | 1 | .455 | 214 | 239 |
| San Francisco 49ers | 4 | 8 | 0 | .333 | 216 | 298 |
| Detroit Lions       | 3 | 9 | 0 | .250 | 230 | 275 |

## Juego de Campeonato
- Cleveland Browns 38, Los Angeles Rams 14 , 26 de diciembre de 1955, L.A. Memorial, Los Ángeles, California

## Líderes de la liga
| Estadísticas | Nombre      | Equipo       | Yardas |
| ------------ | ----------- | ------------ | ------ |
| Pasando      | Jim Finks   | Pittsburgh   | 2270   |
| Corriendo    | Alan Ameche | Baltimore    | 961    |
| Recibiendo   | Pete Pihos  | Philadelphia | 864    |